# Súri-patak
A Súri-patak a Bakonyban ered, Komárom-Esztergom vármegyében, mintegy 250 méteres tengerszint feletti magasságban. A patak forrásától kezdve délkeleti irányban halad, majd Bakonycsernyénél eléri a Gaja-patakot.
A Súri-patak vízgazdálkodási szempontból az Észak-Mezőföld és Keleti-Bakony Vízgyűjtő tervezési alegység működési területéhez tartozik.

## Part menti települések
- Súr
- Bakonycsernye